# Ricardo Agurcia Fasquelle
Ricardo Agurcia Fasquelle, (*Tegucigalpa, MDC, república de Honduras 1952) Es un arqueólogo hondureño, graduado en la Universidad de Duke y con maestría obtenida en la Universidad de Tulane ambas en los Estados Unidos de América. Es hijo del matrimonio entre el empresario Juan Agurcia Ewing y la reconocida dama hondureña de ascendencia francesa Lisette Fasquelle Madrid.

## Exploración en Copán
El 23 de junio de 1989. El Arqueólogo hondureño Ricardo Agurcia Fasquelle descubre dentro de la estructura del Templo 10L-16 el “Templo de Rosalila”
Reconocido internacionalmente por sus investigaciones en el sitio arqueológico de Ruinas de Copán, Honduras. Desde 1989, estudia la acrópolis maya y el Templo 16, conocido recinto de veneración al primer rey K'inich Yax K'uk' Mo', donde se encuentran ubicadas subterráneamente las originales edificaciones de: Templo de Rosalila y Oropéndola, que conservan su exquisita iconografía pintada en sus paredes y de donde Agurcia es partidario de la hipótesis que ambas están relacionadas con el proceso de deforestación del medio ambiente que se produjo aparentemente en Copán, debido al uso de leña para procesar la cal utilizada en las construcciones.
En 1984 Agurcia, hizo un llamado de atención al gobierno hondureño, escribiendo en su artículo "La Depredación del Patrimonio Cultural en Honduras: El caso de la Arqueología" publicado en la Revista YAXKIN.
Agurcia Fasquelle es miembro de la Asociación Copán, entidad que se dedicaba a la investigación y conservación del sitio arqueológico de Copán.
- Director del Instituto Hondureño de Antropología e Historia.
- Vicepresidente de la Asociación Copán.
- Director Ejecutivo de la Asociación Copán.

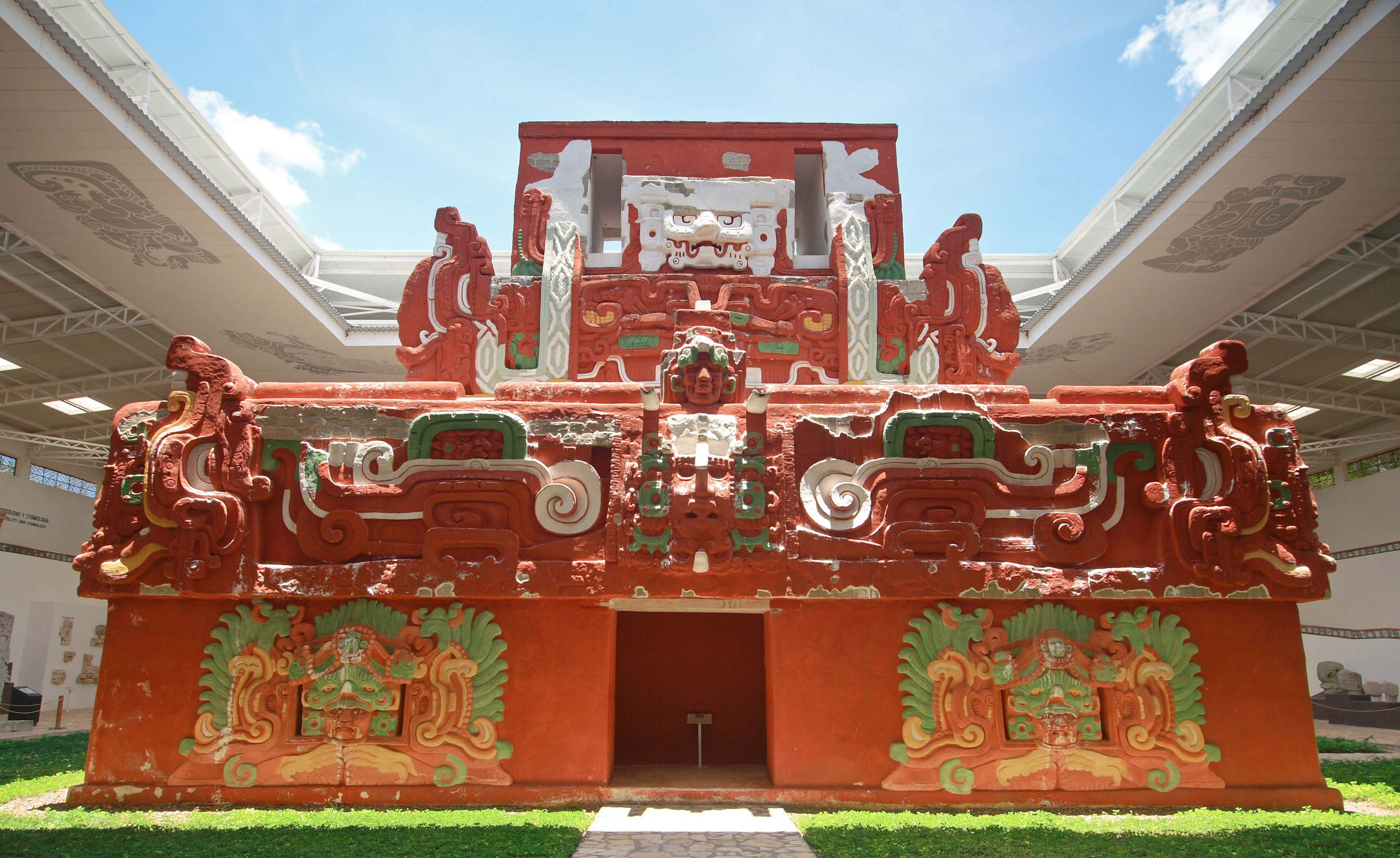
Reproducción del Templo Rosalila en el Museo de la escultura de Copán

## Obras que ha publicado
- "Visión del Pasado Maya" Williams L. Fash y Ricardo Agurcia Fasquelle, Centro Editorial-Asociación Copán, San Pedro Sula, Honduras; 1996.[8]
- “Lords of Creation: The Origins of Sacred Maya Kingship” Virginia M. Fields, Dorie Reents-Budet, Ricardo Agurcia Fasquelle, Los Ángeles County Museum of Art Staff. ISBN 1-85759-405-3 (1-85759-405-3) Softcover, Scala Publishers, Ltd.
- ”Lords of Creation: The Origins of Sacred Maya Kingship” More editions of Lords of Creation: The Origins of Sacred Maya Kingship: Lords of Creation: The Origins of Sacred Maya Kingship: ISBN 1-85759-386-3 (1-85759-386-3) Hardcover, Scala Publishers Ltd.
- “Secrets of Two Maya Cities: Copan and Tikal”, ISBN 9977-9940-5-6 (9977-9940-5-6), Hardcover, La Nación, en colaboración con Juan Antonio Valdés.
- "Historia Escrita en Piedra-Guía al Parque Arqueológico de las Ruinas de Copán" William L. Fash y Ricardo Agurcia Fasquelle, Asociación Copán-Instituto Hondureño de Antropología e Historia, Copán Ruinas, Honduras; 2005.[9]